# Exotica
Az Exotica az ötvenes években széles körben ismertté vált zenei irányzat, amelyet Martin Denny, Les Baxter és Yma Sumac tett igazán híressé. Denny lemezborítóján az Exoticá-n szereplő hölgy Sandy Warner pedig igazi divatikonná vált, többször egy lapon említették Marilyn Monroe színész-énekesnővel.
Az exotica leginkább Óceániában és azt határoló térségekben ismert. Hawaiin hatalmas rajongótábora volt a hatvanas évekig.

## Exotica stílusú lemezek
- Ritual of the Savage - Les Baxter (Capitol, 1952)
- Voodoo Suite - Perez Prado (RCA Victor, 1955)
- Tamboo! - Les Baxter (Capitol, 1956)
- Exotica - Martin Denny (Liberty, 1957)
- Primitiva! - Martin Denny (Liberty, 1958)
- Hypnotique - Martin Denny (Liberty, 1959)
- Pagan Festival - Dominic Frontiere And His Orchestra (Columbia, 1959)
- Provocatif - John McFarland (United Artists, 1959)
- Africana - Chaino (Dot, 1959)
- White Goddess - Frank Hunter (Kapp, 1959)
- Orienta - the Markko Polo Adventurers (Gerald Fried) (RCA Victor, 1959)
- Voodoo - Robert Drasnin (Tops, 1959)
- Far Away Places - Warren Barker (Warner Bros., 1959)
- Kapu - Milt Raskin (Crown, 1959)
- The Sacred Idol - Les Baxter (Capitol, 1960)
- Tropical Fantasy - Michel Magne (Columbia, 1962)
- Exotica - Ted Auletta (Command, 1962)
- Taboo - Arthur Lyman (High Fidelity, 1958)
- Quiet Village - Martin Denny (Liberty, 1959)
- Mambo! - Yma Sumac (Capitol, 1954)
- Eden's Island - Eden ahbez (Del-Fi, 1960)
- Rain Forest - Walter Wanderley (Verve, 1966)
- De ide sorohaltjuk még Yma Sumac és Les Baxter összes lemezét is.

## Exotica a XXI. században
A kilencvenes években még mutatott némi érdeklődést, ám a XXI. század első felében már csak Sumac és Baxter neve maradt fenn az egykoron hatalmas rajongói tábornak örvendő exoticazenészek közül. Sumac és Baxter halálával pedig szinte biztos, hogy örökre eltűntek az exotica zenészei. A lounge és a world műfajok ugyan vissza-vissza hozzák a műfaj sajátosságait, de igazán nagy sikereket az exotica valószínűleg már sosem fog elérni. Az exoticát tartják a Tiki kultúra fő zenéjének és kulturális örökségének.

## Exotica előadók
- Yma Sumac
- Bas Sheva
- Martin Denny
- Les Baxter
- Dominic Frontiere
- Ted Auletta